# Dalatprinia
Dalatprinia (Prinia rocki) är en asiatisk fågel i familjen cistikolor inom ordningen tättingar. Den behandlas traditionellt som en underart till brun prinia, men vissa urskiljer den numera som egen art. 

## Utbredning och systematik
Dalatprinian förekommer i centrala och södra Vietnam. Traditionellt utgör den en underart till brun prinia (P. polychroa). Numera urskiljs den dock vanligen som egen art baserat på genetiska studier.

## Status och hot
Internationella naturvårdsunionen IUCN erkänner den ännu inte som egen art, varför dess hotstatus inte bedömts. 

## Namn
Prinia kommer av Prinya, det javanesiska namnet för bandvingad prinia (Prinia familiaris).